# Peão isolado
|   | a | b | c | d | e | f | g | h |   |
| 8 | a7 preto peão · c7 preto peão · g7 preto peão · d6 preto peão · h6 preto peão · b5 branco peão · e5 branco peão · h5 branco peão · b4 branco peão · c4 branco peão · g4 branco peão | a7 preto peão · c7 preto peão · g7 preto peão · d6 preto peão · h6 preto peão · b5 branco peão · e5 branco peão · h5 branco peão · b4 branco peão · c4 branco peão · g4 branco peão | a7 preto peão · c7 preto peão · g7 preto peão · d6 preto peão · h6 preto peão · b5 branco peão · e5 branco peão · h5 branco peão · b4 branco peão · c4 branco peão · g4 branco peão | a7 preto peão · c7 preto peão · g7 preto peão · d6 preto peão · h6 preto peão · b5 branco peão · e5 branco peão · h5 branco peão · b4 branco peão · c4 branco peão · g4 branco peão | a7 preto peão · c7 preto peão · g7 preto peão · d6 preto peão · h6 preto peão · b5 branco peão · e5 branco peão · h5 branco peão · b4 branco peão · c4 branco peão · g4 branco peão | a7 preto peão · c7 preto peão · g7 preto peão · d6 preto peão · h6 preto peão · b5 branco peão · e5 branco peão · h5 branco peão · b4 branco peão · c4 branco peão · g4 branco peão | a7 preto peão · c7 preto peão · g7 preto peão · d6 preto peão · h6 preto peão · b5 branco peão · e5 branco peão · h5 branco peão · b4 branco peão · c4 branco peão · g4 branco peão | a7 preto peão · c7 preto peão · g7 preto peão · d6 preto peão · h6 preto peão · b5 branco peão · e5 branco peão · h5 branco peão · b4 branco peão · c4 branco peão · g4 branco peão | 8 |
| 7 | a7 preto peão · c7 preto peão · g7 preto peão · d6 preto peão · h6 preto peão · b5 branco peão · e5 branco peão · h5 branco peão · b4 branco peão · c4 branco peão · g4 branco peão | a7 preto peão · c7 preto peão · g7 preto peão · d6 preto peão · h6 preto peão · b5 branco peão · e5 branco peão · h5 branco peão · b4 branco peão · c4 branco peão · g4 branco peão | a7 preto peão · c7 preto peão · g7 preto peão · d6 preto peão · h6 preto peão · b5 branco peão · e5 branco peão · h5 branco peão · b4 branco peão · c4 branco peão · g4 branco peão | a7 preto peão · c7 preto peão · g7 preto peão · d6 preto peão · h6 preto peão · b5 branco peão · e5 branco peão · h5 branco peão · b4 branco peão · c4 branco peão · g4 branco peão | a7 preto peão · c7 preto peão · g7 preto peão · d6 preto peão · h6 preto peão · b5 branco peão · e5 branco peão · h5 branco peão · b4 branco peão · c4 branco peão · g4 branco peão | a7 preto peão · c7 preto peão · g7 preto peão · d6 preto peão · h6 preto peão · b5 branco peão · e5 branco peão · h5 branco peão · b4 branco peão · c4 branco peão · g4 branco peão | a7 preto peão · c7 preto peão · g7 preto peão · d6 preto peão · h6 preto peão · b5 branco peão · e5 branco peão · h5 branco peão · b4 branco peão · c4 branco peão · g4 branco peão | a7 preto peão · c7 preto peão · g7 preto peão · d6 preto peão · h6 preto peão · b5 branco peão · e5 branco peão · h5 branco peão · b4 branco peão · c4 branco peão · g4 branco peão | 7 |
| 6 | a7 preto peão · c7 preto peão · g7 preto peão · d6 preto peão · h6 preto peão · b5 branco peão · e5 branco peão · h5 branco peão · b4 branco peão · c4 branco peão · g4 branco peão | a7 preto peão · c7 preto peão · g7 preto peão · d6 preto peão · h6 preto peão · b5 branco peão · e5 branco peão · h5 branco peão · b4 branco peão · c4 branco peão · g4 branco peão | a7 preto peão · c7 preto peão · g7 preto peão · d6 preto peão · h6 preto peão · b5 branco peão · e5 branco peão · h5 branco peão · b4 branco peão · c4 branco peão · g4 branco peão | a7 preto peão · c7 preto peão · g7 preto peão · d6 preto peão · h6 preto peão · b5 branco peão · e5 branco peão · h5 branco peão · b4 branco peão · c4 branco peão · g4 branco peão | a7 preto peão · c7 preto peão · g7 preto peão · d6 preto peão · h6 preto peão · b5 branco peão · e5 branco peão · h5 branco peão · b4 branco peão · c4 branco peão · g4 branco peão | a7 preto peão · c7 preto peão · g7 preto peão · d6 preto peão · h6 preto peão · b5 branco peão · e5 branco peão · h5 branco peão · b4 branco peão · c4 branco peão · g4 branco peão | a7 preto peão · c7 preto peão · g7 preto peão · d6 preto peão · h6 preto peão · b5 branco peão · e5 branco peão · h5 branco peão · b4 branco peão · c4 branco peão · g4 branco peão | a7 preto peão · c7 preto peão · g7 preto peão · d6 preto peão · h6 preto peão · b5 branco peão · e5 branco peão · h5 branco peão · b4 branco peão · c4 branco peão · g4 branco peão | 6 |
| 5 | a7 preto peão · c7 preto peão · g7 preto peão · d6 preto peão · h6 preto peão · b5 branco peão · e5 branco peão · h5 branco peão · b4 branco peão · c4 branco peão · g4 branco peão | a7 preto peão · c7 preto peão · g7 preto peão · d6 preto peão · h6 preto peão · b5 branco peão · e5 branco peão · h5 branco peão · b4 branco peão · c4 branco peão · g4 branco peão | a7 preto peão · c7 preto peão · g7 preto peão · d6 preto peão · h6 preto peão · b5 branco peão · e5 branco peão · h5 branco peão · b4 branco peão · c4 branco peão · g4 branco peão | a7 preto peão · c7 preto peão · g7 preto peão · d6 preto peão · h6 preto peão · b5 branco peão · e5 branco peão · h5 branco peão · b4 branco peão · c4 branco peão · g4 branco peão | a7 preto peão · c7 preto peão · g7 preto peão · d6 preto peão · h6 preto peão · b5 branco peão · e5 branco peão · h5 branco peão · b4 branco peão · c4 branco peão · g4 branco peão | a7 preto peão · c7 preto peão · g7 preto peão · d6 preto peão · h6 preto peão · b5 branco peão · e5 branco peão · h5 branco peão · b4 branco peão · c4 branco peão · g4 branco peão | a7 preto peão · c7 preto peão · g7 preto peão · d6 preto peão · h6 preto peão · b5 branco peão · e5 branco peão · h5 branco peão · b4 branco peão · c4 branco peão · g4 branco peão | a7 preto peão · c7 preto peão · g7 preto peão · d6 preto peão · h6 preto peão · b5 branco peão · e5 branco peão · h5 branco peão · b4 branco peão · c4 branco peão · g4 branco peão | 5 |
| 4 | a7 preto peão · c7 preto peão · g7 preto peão · d6 preto peão · h6 preto peão · b5 branco peão · e5 branco peão · h5 branco peão · b4 branco peão · c4 branco peão · g4 branco peão | a7 preto peão · c7 preto peão · g7 preto peão · d6 preto peão · h6 preto peão · b5 branco peão · e5 branco peão · h5 branco peão · b4 branco peão · c4 branco peão · g4 branco peão | a7 preto peão · c7 preto peão · g7 preto peão · d6 preto peão · h6 preto peão · b5 branco peão · e5 branco peão · h5 branco peão · b4 branco peão · c4 branco peão · g4 branco peão | a7 preto peão · c7 preto peão · g7 preto peão · d6 preto peão · h6 preto peão · b5 branco peão · e5 branco peão · h5 branco peão · b4 branco peão · c4 branco peão · g4 branco peão | a7 preto peão · c7 preto peão · g7 preto peão · d6 preto peão · h6 preto peão · b5 branco peão · e5 branco peão · h5 branco peão · b4 branco peão · c4 branco peão · g4 branco peão | a7 preto peão · c7 preto peão · g7 preto peão · d6 preto peão · h6 preto peão · b5 branco peão · e5 branco peão · h5 branco peão · b4 branco peão · c4 branco peão · g4 branco peão | a7 preto peão · c7 preto peão · g7 preto peão · d6 preto peão · h6 preto peão · b5 branco peão · e5 branco peão · h5 branco peão · b4 branco peão · c4 branco peão · g4 branco peão | a7 preto peão · c7 preto peão · g7 preto peão · d6 preto peão · h6 preto peão · b5 branco peão · e5 branco peão · h5 branco peão · b4 branco peão · c4 branco peão · g4 branco peão | 4 |
| 3 | a7 preto peão · c7 preto peão · g7 preto peão · d6 preto peão · h6 preto peão · b5 branco peão · e5 branco peão · h5 branco peão · b4 branco peão · c4 branco peão · g4 branco peão | a7 preto peão · c7 preto peão · g7 preto peão · d6 preto peão · h6 preto peão · b5 branco peão · e5 branco peão · h5 branco peão · b4 branco peão · c4 branco peão · g4 branco peão | a7 preto peão · c7 preto peão · g7 preto peão · d6 preto peão · h6 preto peão · b5 branco peão · e5 branco peão · h5 branco peão · b4 branco peão · c4 branco peão · g4 branco peão | a7 preto peão · c7 preto peão · g7 preto peão · d6 preto peão · h6 preto peão · b5 branco peão · e5 branco peão · h5 branco peão · b4 branco peão · c4 branco peão · g4 branco peão | a7 preto peão · c7 preto peão · g7 preto peão · d6 preto peão · h6 preto peão · b5 branco peão · e5 branco peão · h5 branco peão · b4 branco peão · c4 branco peão · g4 branco peão | a7 preto peão · c7 preto peão · g7 preto peão · d6 preto peão · h6 preto peão · b5 branco peão · e5 branco peão · h5 branco peão · b4 branco peão · c4 branco peão · g4 branco peão | a7 preto peão · c7 preto peão · g7 preto peão · d6 preto peão · h6 preto peão · b5 branco peão · e5 branco peão · h5 branco peão · b4 branco peão · c4 branco peão · g4 branco peão | a7 preto peão · c7 preto peão · g7 preto peão · d6 preto peão · h6 preto peão · b5 branco peão · e5 branco peão · h5 branco peão · b4 branco peão · c4 branco peão · g4 branco peão | 3 |
| 2 | a7 preto peão · c7 preto peão · g7 preto peão · d6 preto peão · h6 preto peão · b5 branco peão · e5 branco peão · h5 branco peão · b4 branco peão · c4 branco peão · g4 branco peão | a7 preto peão · c7 preto peão · g7 preto peão · d6 preto peão · h6 preto peão · b5 branco peão · e5 branco peão · h5 branco peão · b4 branco peão · c4 branco peão · g4 branco peão | a7 preto peão · c7 preto peão · g7 preto peão · d6 preto peão · h6 preto peão · b5 branco peão · e5 branco peão · h5 branco peão · b4 branco peão · c4 branco peão · g4 branco peão | a7 preto peão · c7 preto peão · g7 preto peão · d6 preto peão · h6 preto peão · b5 branco peão · e5 branco peão · h5 branco peão · b4 branco peão · c4 branco peão · g4 branco peão | a7 preto peão · c7 preto peão · g7 preto peão · d6 preto peão · h6 preto peão · b5 branco peão · e5 branco peão · h5 branco peão · b4 branco peão · c4 branco peão · g4 branco peão | a7 preto peão · c7 preto peão · g7 preto peão · d6 preto peão · h6 preto peão · b5 branco peão · e5 branco peão · h5 branco peão · b4 branco peão · c4 branco peão · g4 branco peão | a7 preto peão · c7 preto peão · g7 preto peão · d6 preto peão · h6 preto peão · b5 branco peão · e5 branco peão · h5 branco peão · b4 branco peão · c4 branco peão · g4 branco peão | a7 preto peão · c7 preto peão · g7 preto peão · d6 preto peão · h6 preto peão · b5 branco peão · e5 branco peão · h5 branco peão · b4 branco peão · c4 branco peão · g4 branco peão | 2 |
| 1 | a7 preto peão · c7 preto peão · g7 preto peão · d6 preto peão · h6 preto peão · b5 branco peão · e5 branco peão · h5 branco peão · b4 branco peão · c4 branco peão · g4 branco peão | a7 preto peão · c7 preto peão · g7 preto peão · d6 preto peão · h6 preto peão · b5 branco peão · e5 branco peão · h5 branco peão · b4 branco peão · c4 branco peão · g4 branco peão | a7 preto peão · c7 preto peão · g7 preto peão · d6 preto peão · h6 preto peão · b5 branco peão · e5 branco peão · h5 branco peão · b4 branco peão · c4 branco peão · g4 branco peão | a7 preto peão · c7 preto peão · g7 preto peão · d6 preto peão · h6 preto peão · b5 branco peão · e5 branco peão · h5 branco peão · b4 branco peão · c4 branco peão · g4 branco peão | a7 preto peão · c7 preto peão · g7 preto peão · d6 preto peão · h6 preto peão · b5 branco peão · e5 branco peão · h5 branco peão · b4 branco peão · c4 branco peão · g4 branco peão | a7 preto peão · c7 preto peão · g7 preto peão · d6 preto peão · h6 preto peão · b5 branco peão · e5 branco peão · h5 branco peão · b4 branco peão · c4 branco peão · g4 branco peão | a7 preto peão · c7 preto peão · g7 preto peão · d6 preto peão · h6 preto peão · b5 branco peão · e5 branco peão · h5 branco peão · b4 branco peão · c4 branco peão · g4 branco peão | a7 preto peão · c7 preto peão · g7 preto peão · d6 preto peão · h6 preto peão · b5 branco peão · e5 branco peão · h5 branco peão · b4 branco peão · c4 branco peão · g4 branco peão | 1 |
|   | a | b | c | d | e | f | g | h |   |

No xadrez, um peão isolado é um termo que se refere a um peão localizado em um coluna do qual não existem peões aliados nas colunas adjacentes. O termo foi discutido pela primeira fez por Philidor no livro L'analyse des échecs e constitui uma  fraqueza na estrutura de peões, uma vez que estes peões não podem ser defendidos por outros peões.